# Скронево-тім'яний вузол

Червоним кольором відмічено розташування скронево-тім'яного вузла

Скронево-тім'яний вузол — область мозку, розташована на перетині скроневої і тім'яної часток кори головного мозку. Скронево-тім'яний вузол відповідає за збір інформації з таламусу, лімбічної, зорової, слухової і соматосенсорної систем, інтегрує інформацію із зовнішнього і внутрішнього середовища, після чого обробляє всю отриману інформацію. Ця область також грає ключову роль в процесах усвідомлення себе та інших теоріях свідомості. Пошкодження скронево-тім'яного вузла може викликати амнезію, шизофренію і хворобу Альцгеймера.